# フェイトール
フェイトール（葡：feitor）は、長崎貿易におけるポルトガル商人の代行人、またはオランダ商館の商館長次席（ヘトル）。
ポルトガル語で「管理人」「代理人」「親方」、古くは「商館長」「商務員」も意味した。アフリカやインドに設置された商館（葡：feitoria）の商館長や商務員のこともフェイトールと称するが、この項では前述の二者を扱う。

## 貿易代行人
南蛮貿易において、ポルトガル商船がマカオから舶載した商品は生糸が主であり、日本への輸出生糸による利益確保のため、マカオ住民たちはアルマサンという海上貿易組合ともいうべき出資組合を結成した。アルマサンは、生糸の需給のバランスが崩れてマカオ市側が損害を出さないよう、輸出生糸の総量を一定化して利益の安定をはかるため、選任された代表者3名が定期交易船の船長に規定以外の生糸を運搬しないことを契約した。
この代表者が選んだ代理商人＝フェイトールが日本への貿易船に乗り、長崎到着後に日本商人と交渉して生糸売買の一括価格を決め、その価格で各商人に生糸を引き渡した。この方式をパンカド（もしくはパンカーダ（葡：dar pancada））、日本では糸割符と呼んだ。舶載された生糸は、フェイトールからイエズス会の財務担当官「プロクラドール」が引き取り、さらに高い値段で日本の商人たちに売り捌いた。
パンカドは当初、カピタン・モールが取り仕切っていたが、カピタンを任命したポルトガル国王の権威が衰えていく一方で、マカオが都市として成熟していったことから、カピタン・モールに代わってアルマサンが貿易の主体となっていき、その代理人であるフェイトールがパンカドの主役となった。
天正8年（1580年）に、イエズス会の巡察師アレッサンドロ・ヴァリニャーノは大村氏から長崎の地を寄進され、ここを教会領とした。それに伴い、これまで大村氏に支払われていた長崎での碇泊料は、このころにカピタン・モールに代わってパンカドの主役となっていたフェイトールがイエズス会に支払うようになった。

## ヘトル

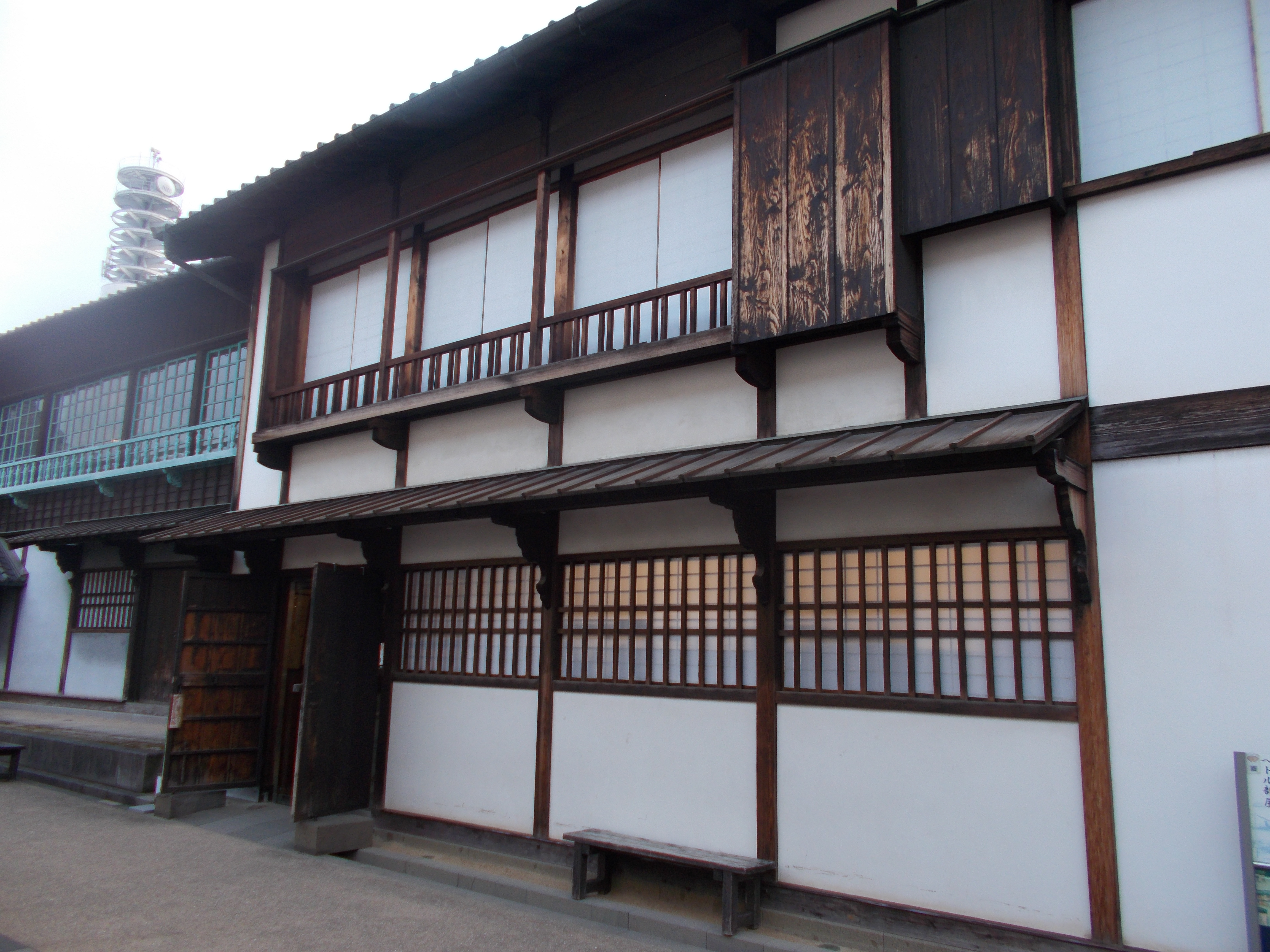
出島のヘトル部屋（再現）。左隣がカピタン部屋。

オランダ商館の次席商館長は、ポルトガル語の「feitor」がなまった「ヘトル」の名称で呼ばれた。ヘトルは、商館長（カピタン）が江戸に参府して不在時に、出島で職務を代行した。
次席の館員ではあっても、「蔵荷役（くらにやく）」と呼ばれる倉庫係や上筆者（書記官）を兼任していることもあり、必ずしも上級商務員とは限らなかった。
長崎の出島に設置された商館には住まいとして「ヘトル部屋」があった。後に出島の商館は復元されたが、ヘトル部屋は内部の資料が無いため外観のみの復元で、部屋の中は史跡案内所や売店として使用されている。